# Pilar Velasco Acedo
Pilar Velasco Acedo es una periodista española especializada en periodismo de investigación y de datos. En 2018, se convirtió en la primera española en formar parte del Yale World Fellows, el programa de liderazgo global de la Universidad de Yale. Es fundadora y miembro de la Junta Directiva de la Asociación de Periodistas de Investigación (API).

## Trayectoria
Velasco se licenció en Ciencias de la Información por la Universidad Complutense de Madrid en 2004, y empezó a trabajar en Interviú haciendo reportajes de investigación. Publicó en 2005 Jóvenes, aunque sobradamente cabreados, una crónica sobre el despertar político de su generación durante los años de mayoría absoluta del Partido Popular hasta el vuelco electoral de 2004.
En 2005, empezó a trabajar en la sección de Tribunales de los Servicios Informativos de la Cadena SER, y unos meses más tarde entró a formar parte del equipo de periodismo de investigación de Prisa Radio. Desde entonces, ha publicado numerosas informaciones relacionadas con las malas prácticas políticas y económicas en España y descubrió varios casos de corrupción internacional de altos perfiles políticos.
En 2009, Velasco fue acusada por el entonces vicepresidente de la Comunidad de Madrid, Ignacio González, de un delito de descubrimiento y revelación de secretos por la difusión de un vídeo del viaje que hizo González y tres de sus colaboradores a Cartagena de Indias (Colombia), en el que se les veía con bolsas de plástico en las manos. La Audiencia Provincial de Madrid archivó finalmente la denuncia al considerar que Velasco había informado sobre una noticia “de evidente relevancia social” y que “cumple con los requisitos de veracidad e interés general o relevancia pública de la información”.
Como parte de la iniciativa europea 'A Soul for Europe', cuyo objetivo es mejorar la democracia a través de la cultura movilizando a ciudadanía e instituciones, Velasco participó en noviembre de 2015 en Berlín en la conferencia ‘Europa. Sus valores, sus ciudadanos’. En su intervención, reconoció la labor de quienes acogen a las personas refugiadas y señaló cómo esa red debería ser aprovechada por las instituciones en la crisis migratoria en Europa.
En octubre de 2017, fundó junto a los periodistas Antonio Rubio, Tomás Ocaña, Ignacio Calle, Natalia Hernández, Antonio Salvador, Javier Chicote, Daniele Grasso y María Zuil la Asociación de Periodistas de Investigación (API), de la que forma parte de su Junta Directiva.
El 11 de abril de 2018, Velasco se convirtió en la primera mujer española en el Yale World Fellows, el programa de liderazgo global de la Universidad de Yale.

## Obra
- 2005 – Jóvenes aunque sobradamente cabreados. La rebelión juvenil y el 14-M. Ediciones B. ISBN 9788466620406.
- 2011 – No nos representan: El manifiesto de los indignados en 25 propuestas. Ediciones Temas de Hoy. ISBN 9788499980416.